# أوريليو ميلاني
أوريليو ميلاني (بالإيطالية: Aurelio Milani) مواليد 14 مايو 1934 في ديزيو، إيطاليا - الوفاة 25 نوفمبر 2014 في ميلانو، كان لاعب كرة قدم إيطالي كان يلعب كمهاجم.

## المسيرة الاحترافية

### أندية لعب لها
- أتالانتا
- نادي مونزا
- نادي تريستينا
- نادي سامبدوريا
- نادي بادوفا
- فيورنتينا
- إنتر ميلان

## روابط خارجية
- أوريليو ميلاني على موقع الاتحاد الأوربي (الإنجليزية)
- أوريليو ميلاني على موقع قاعدة بيانات كرة القدم.إي يو (الإنجليزية)
- أوريليو ميلاني على موقع ناشيونال فوتبول تيمز (الإنجليزية)
- أوريليو ميلاني على موقع عالم كرة القدم.نت (الإنجليزية)